# Понте (Вербано-Кузио-Осола)
Понте (итал. Ponte) је насеље у Италији у округу Вербано-Кузио-Осола, региону Пијемонт.
Према процени из 2011. у насељу је живело 159 становника. Насеље се налази на надморској висини од 1292 м.